# Agrilus pujoli
Agrilus pujoli é uma espécie de inseto do género Agrilus, família Buprestidae, ordem Coleoptera.
Foi descrita cientificamente por Descarpentries, 1963.